# كولي سانتا لوسيا
كولي سانتا لوسيا، (بالإنجليزية: Colle Santa Lucia)‏، نطق (الإيطالية:ˈkɔlle ˈsanta luˈtʃiːa)، هي (بلدية) في مقاطعة بيلونو، في منطقة فينيتو الإيطالية، وتقع على بعد حوالي 120 كم (75 ميل) شمال البندقية، على بعد حوالي 40 كم (25 ميل) ) شمال غرب بيلونو. اعتبارا من 31 ديسمبر 2004 ، كان عدد سكانها 408 وتبلغ مساحتها 15.3 كيلومتر مربع (5.9 ميل مربع). يتحدث السكان بلهجة فينيسية تدعى لادن فينيسيا، وتتأثر بشدة بلغة لادن.

## السكان
في سنة 1871 بلغ عدد السكان  نسمة، وتطور العدد ليصل في سنة 2011 لـ 391 نسمة.
يظهر هذا المخطط البياني تطور النمو السكاني لـ كولي سانتا لوسيا